# Nauzet Pérez
Cecilio Nauzet Pérez González (Las Palmas de Gran Canaria, 1 de marzo de 1985) es un futbolista español, conocido deportivamente como Nauzet Pérez, que juega como portero para el C. D. Unión Sur Yaiza de la Segunda Federación.

## Trayectoria deportiva
Ya en su etapa infantil Nauzet destacaba y fruto de ello, fue seleccionado para asistir a un Campus organizado por la RFEF y Andoni Zubizarreta en Burgos en 1999 junto con los mejores futbolistas de clubes no profesionales. En categoría Juvenil comenzó su andadura en el Maspalomas, una vez llegado a categoría regional por edad siguió en el Regional Preferente del Maspalomas donde tras un buen año fue fichado por la U. D. Las Palmas "B" en tercera división. En sus dos primeras temporadas como amarillo consiguió ser convocado tres veces con el primer equipo en Segunda división A y alternar su presencia entre los dos equipos.
En la temporada 2004-05 fue cedido a la U. E. Lleida, club en el que a pesar de no tener mucho protagonismo, se apuntó un ascenso a Segunda División A. Tras desligarse de la U. D. Las Palmas firmó por el Málaga C. F. "B" recién ascendido a segunda división A, donde disputó trece partidos aunque no consiguió evitar el descenso de categoría a Segunda B. Nauzet siguió en el conjunto malaguista un año, aunque en el mercado de invierno de esa misma temporada (2006-07) decidió volver a las islas para firmar con el Orientación Marítima.
Durante la temporada 2007-08 firmó por Real Jaén también en segunda división B con el objetivo de asentarse en la titularidad. En la 2008/09 vuelve a su tierra, la U. D. Fuerteventura, donde tras una buena temporada Nauzet se hace mediático con un afortunado gol de portería a portería del que la prensa se hizo eco en el panorama nacional. El meta canario llegó a mitad de la temporada 2008-09 a las filas del R. C. D. Mallorca "B", incluso fue convocado con la primera plantilla de Gregorio Manzano.
En la temporada 2010-11 firmó por la A. D. Ceuta, pero a principios del año 2011 rescindió su contrato con el Ceuta tras disputar 11 partidos de Liga y 2 de Copa. En febrero de 2011 decide firmar con el Halmstads BK sueco, dirigido por Josep Clotet Ruiz y formando equipo junto a otros futbolistas españoles.
En verano de ese mismo año, Nauzet regresó a España y firmó por el Club Deportivo Mirandés de Miranda de Ebro donde efectuó una extraordinaria temporada, habiendo sido durante numerosas jornadas el único equipo de orden nacional que aún se mantenía invicto. Además logró con este equipo llegar a semifinales de la Copa del Rey.
Para la temporada 2012-2013, el C. E. Sabadell se hizo con sus servicios firmando contrato por un año con el club arlequinado. Después de tres temporadas en el CE Sabadell, en julio de 2015 fichó por el Club Atlético Osasuna. En su primer año ayudó al conjunto rojillo a conseguir el ascenso a la Primera División.
El 21 de octubre de 2017 fichó por una temporada por el APOEL de Nicosia de la Primera División de Chipre. Se encontraba sin equipo desde que rescindiera su contrato con el C. A. Osasuna en el mes de julio.
El 8 de junio de 2018 volvió a la que fue su casa y fichó por la U. D. Las Palmas, recién descendido a la Segunda División. Al finalizar la temporada dejó el club isleño y fichó por el Recreativo de Huelva.
En julio de 2021 rescindió el año que le quedaba de contrato para fichar por el Linares Deportivo. Esta experiencia duró cuatro meses ya que en noviembre rescindió su contrato por motivos personales. Entonces volvió a Huelva, firmando en enero de 2022 con la A. D. Cartaya. De cara a la temporada 2022-23 regresó a Canarias para jugar en el C. D. Unión Puerto. La siguiente campaña se incorporó al C. D. Unión Sur Yaiza, con el que consiguió ascender a Segunda Federación. Suyo fue el primer gol del equipo en la temporada 2024-25 al anotar un penalti ante el C. D. Illescas.

## Clubes
| Club                           | País   | Año       | PJ  |
| ------------------------------ | ------ | --------- | --- |
| U. D. Las Palmas "B"           | España | 2002-2004 | 7   |
| U. D. Las Palmas               | España | 2002-2004 | 15  |
| U. E. Lleida                   | España | 2004-2005 | 2   |
| Málaga C. F. "B"               | España | 2005-2007 | 19  |
| Orientación Marítima           | España | 2006-2007 | 9   |
| Real Jaén C. F.                | España | 2007-2008 | 0   |
| U. D. Fuerteventura            | España | 2008-2009 | 11  |
| R. C. D. Mallorca "B"          | España | 2009-2010 | 27  |
| A. D. Ceuta                    | España | 2010-2011 | 11  |
| Halmstads BK                   | Suecia | 2011      | 7   |
| C. D. Mirandés                 | España | 2011-2012 | 25  |
| C. E. Sabadell                 | España | 2012-2015 | 120 |
| C. A. Osasuna                  | España | 2015-2017 | 60  |
| APOEL de Nicosia               | Chipre | 2017-2018 | 29  |
| U. D. Las Palmas               | España | 2018-2019 | 5   |
| Real Club Recreativo de Huelva | España | 2019-2021 | 51  |
| Linares Deportivo              | España | 2021      | 9   |
| A. D. Cartaya                  | España | 2022      | 13  |
| C. D. Unión Puerto             | España | 2022-2023 | 25  |
| C. D. Unión Sur Yaiza          | España | 2023-     | 36  |